# Andropogon heterantherus
Andropogon heterantherus är en gräsart som beskrevs av Otto Stapf. Andropogon heterantherus ingår i släktet Andropogon och familjen gräs. Inga underarter finns listade i Catalogue of Life.